# Vincent Sierro
Vincent Olivier Sierro (* 8. Oktober 1995 in Sion) ist ein Schweizer Fussballspieler.

## Karriere

### Anfänge in der Heimat
Sierro entstammt dem Nachwuchsbereich des FC Sion und trat ab der Saison 2013/14 für die U-21-Mannschaft des Klubs in der Promotion League an. Gegen Ende der Saison 2014/15 debütierte er mit einem Kurzeinsatz gegen den FC St. Gallen im Profiteam in der höchsten Schweizer Spielklasse und rückte in der Saisonpause 2015 in das Profikader auf. In der Saison 2015/16 kam er zu vier Einsätzen für die Schweizer U-20-Nationalmannschaft, darunter auch bei einem 1:1-Unentschieden gegen Deutschland im Möslestadion, der Spielstätte der Freiburger Reserve- und Jugendmannschaften. Ab Anfang 2016 spielte er sich in der Profimannschaft des FC Sion fest und kam in den folgenden zwölf Monaten im Mittelfeldzentrum zu insgesamt 33 Erstliga-Einsätzen.

### Wechsel zum SC Freiburg
Ende Januar 2017 wechselte Sierro zum deutschen Bundesligisten SC Freiburg. Er kam mit Achillessehnenproblemen nach Freiburg und stieg erst im März ins Mannschaftstraining ein. In der Folge spielte er einige Partien für die Freiburger Reservemannschaft in der Oberliga Baden-Württemberg und gehörte im restlichen Saisonverlauf lediglich am 30. Spieltag gegen Bayer 04 Leverkusen zum Spieltagsaufgebot des Profiteams, kam dabei aber nicht zum Einsatz.

### Rückkehr in die Schweiz
Nachdem er in der folgenden Bundesligasaison zu vier Einsätzen gekommen war, wurde er für die Spielzeit 2018/19 zurück in die Schweiz an den FC St. Gallen verliehen, wo er – wie bereits in Sion – unter Trainer Peter Zeidler spielte. In 35 Ligaeinsätzen erzielte er 11 Tore.
Zur Spielzeit 2019/20 kehrte Sierro nicht nach Freiburg zurück, sondern wechselte innerhalb der Super League zu den BSC Young Boys. Er erhielt beim amtierenden Meister einen Vertrag mit einer Laufzeit bis zum 30. Juni 2023.

### Zweite Auslandsstation
Im Januar 2023 verliess der Spieler sein Heimatland ein zweites Mal und wechselte zum FC Toulouse.

### Nationalmannschaft
Am 26. März 2024 gab Vincent Sierro in Dublin gegen Irland sein Nationalmannschafts-Debüt.

## Titel und Erfolge
BSC Young Boys
- Schweizer Meister 2020 und 2021
- Schweizer Cupsieger 2020

FC Toulouse
- Französischer Pokalsieger 2023